# نادي شباب البرج
نادي شباب البرج الرياضي هو نادي كرة قدم مقره برج البراجنة، بيروت، لبنان. يتنافس في الدوري اللبناني الدرجة الثالثة. تأسس النادي عام 1967 تحت اسم الإرشاد، ثم غير اسمه إلى شباب البرج في عام 2017.

## التاريخ
تأسس النادي عام 1967 تحت اسم الإرشاد، ثم غير النادي اسمه إلى شباب البرج في عام 2017. وصل النادي إلى الدوري اللبناني الممتاز لأول مرة تحت اسمهم الجديد في عام 2019، بعد صعودهم من الدرجة الرابعة بشكل متتالي. وأصبح بذلك أول فريق لبناني يحقق هذا الإنجاز.
وبعد عدم استجابة شباب البرج لطلب الفيفا لهم بتعويض لاعبهم السابق لورونيون كريست ريمي، وشائعات عن اندماجه مع الصفاء، انسحب النادي من الدوري. في 30 مايو 2022، أعلن الاتحاد اللبناني لكرة القدم أنه تم تغريم شباب البرج بغرامة قدرها 12.5 مليون ليرة لبنانية، مع إسقاطهم إلى الدرجة الثانية، وإلغاء جميع مبارياتهم في دور البطولة. انسحب شباب البرج في النهاية من دوري الدرجة الثانية موسم 2022–23، وهبط إلى الدرجة الثالثة.

## مواجهات النادي
شباب البرج لديه منافسة مع البرج وشباب الساحل لكونهم يتمركزون في منطقة الضاحية.

## الإنجازات
- الدوري اللبناني الدرجة الثالثة: 1996–97[ب]